# Comte Adrien de Germiny
'Comte Adrien de Germiny' est un cultivar de rosier hybride remontant mise au commerce en 1881 par le rosiériste français Lévêque et fils. Il est issu d'un semis de 'Jules Margottin' (Margottin 1853). Cette variété est toujours présente dans les catalogues destinés aux amateurs de roses anciennes. Elle doit son nom au régent de la Banque de France, le comte Adrien de Germiny (1826-1922).

## Description
Son vigoureux buisson érigé arbore un feuillage ample, vert foncé et luisant et peut s'élever à 120 cm . Ses fleurs imbriquées sont très grandes et pleines, d'un rose foncé scintillant fort original. Cette variété est très florifère et sa remontée de fin de saison est abondante. 
On peut l'admirer notamment à l'Europa-Rosarium de Sangerhausen en Allemagne.